# Кам'яниця Коркесів

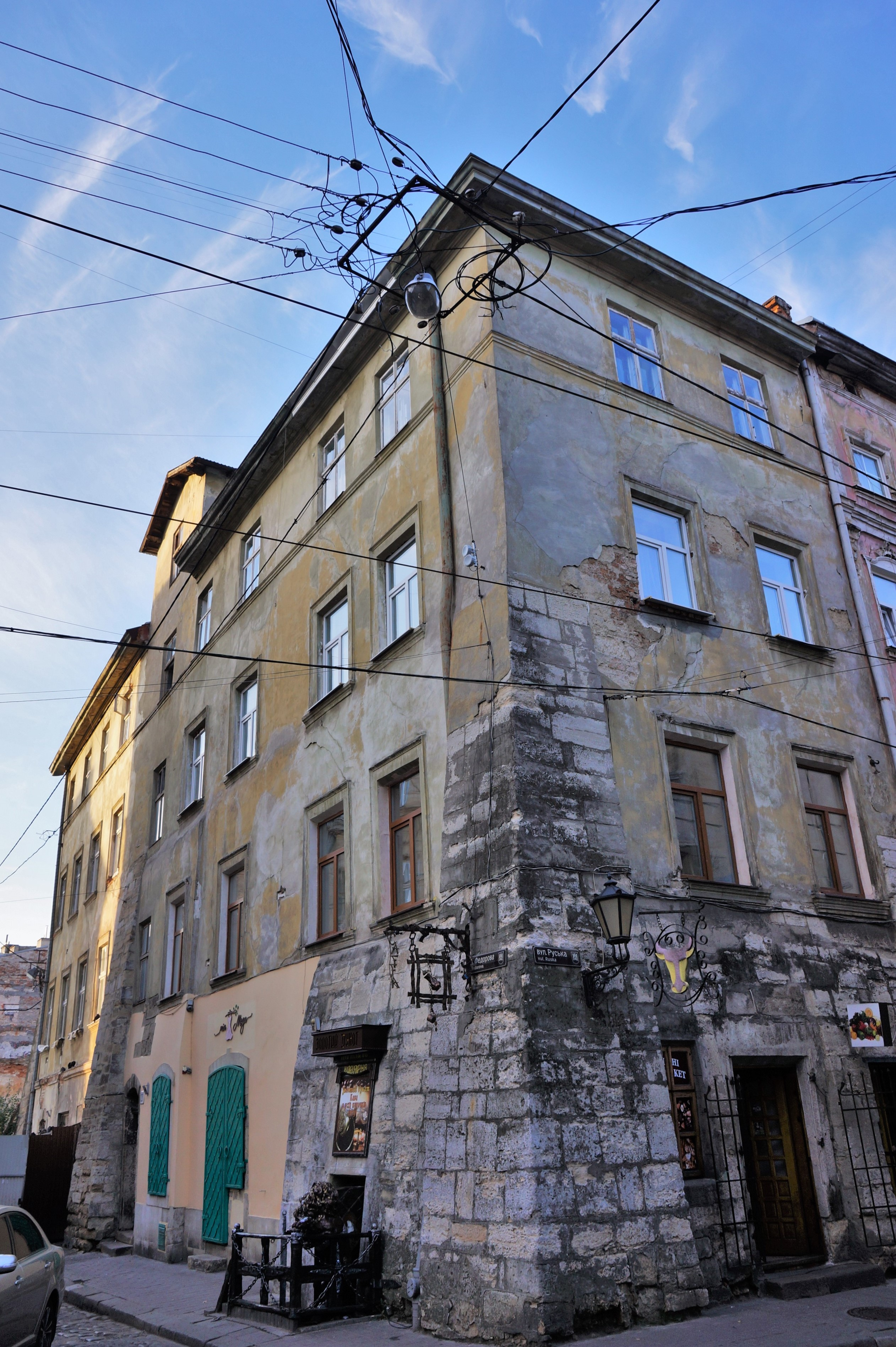
Кам'яниця Коркесів

Кам'яниця Коркесів — житловий будинок на вулиці Руській, 14 у Львові. Занесений до Реєстру пам'яток архітектури  і містобудування України національного значення  від 1980 року  з охоронним номером 355.

## Історія
Історія кам'яниці розпочинається  з XVI  століття. Власниками будинку по вулиці Руській, 14 були представники  багатої єврейської купецької родини   Нахмановичів-Коркесів. Спочатку вона  називалась кам‘яниця Жидівська.    Пам’ятка архітектури місцевого значення від 1980 р. № 355.
Ісаак Нахманович був   жертводавцем на будівництво львівської синагоги "Золота роза". Згодом власниками будинку стали представники міщанського роду Коркесів. Будинок перебудували  в 1775 році будівельники Я.Петровський і Мартін  Левандовський. Було  викладено цокольний поверх будинку тесаним камінням. У  XIX столітті  надбудовали верхній поверх кам'яниці. Для  цього  пожертвували горищем.  

## Опис кам'яниці
Кам'яниця Коркесів - це Чотириповерховий наріжний, двовіконний будинків з каменю, один з небагатьох, що збереглися  у Львові з  XVII  століття.

## Сьогодення
Наразі кам'яниця входить до Реєстру пам'яток архітектури національного значення (охоронний №355). Будинок житловий.   В будинку у  2004 році відкрилась кав’ярня «Золотий дукат». Багатоквартирний будинок має подвійну адресу: вул. Руська, будинок 14 і вул. Івана Федорова, 20.